# Kuppelhof
Kuppelhof ist ein Gemeindeteil der Gemeinde Dieterskirchen im Landkreis Schwandorf (Oberpfalz, Bayern).

## Geographische Lage
Die Einöde Kuppelhof liegt ungefähr einen Kilometer nördlich von Dieterskirchen, etwa 800 Meter nördlich der Staatsstraße 2398, am Südrand des Ameisenholzes und am Südhang des 633 Meter hohen Geberberges.

## Geschichte
Zum Stichtag 23. März 1913 (Osterfest) wurde Kuppelhof als Teil der Pfarrei Dieterskirchen mit einem Haus und sieben Einwohnern aufgeführt.
Kuppelhof wurde 1964 als Ortsteil der Gemeinde Dieterskirchen verzeichnet.
Am 31. Dezember 1990 hatte Kuppelhof 8 Einwohner und gehörte zur Pfarrei Dieterskirchen.